# Vicente Aleixandre
Vicente Pío Marcelino Cirilo Aleixandre y Merlo (Sevilla, 26 april 1898 - Madrid, 14 december 1984) was een Spaanse dichter. In 1977 werd hij onderscheiden met de Nobelprijs voor Literatuur.

## Leven en werk
Aleixandre groeide van 1900 tot 1911 op in Málaga en studeerde daarna rechten en economie in Madrid, zonder deze studies af te maken. Korte tijd was hij leraar, maar na een ziekte in 1925 wijdde hij zich aan het schrijverschap. Samen met onder anderen Rafael Alberti sloot hij zich aan bij de 'Generatie van '27', een beweging van jonge dichters die de barokke dichter Luis de Góngora ten voorbeeld stellen. Deze periode resulteerde in de bundel Ámbito (1928).
In de jaren dertig publiceerde hij vervolgens een aantal bundels met een meer surrealistische inslag, met een overwegend individualistische, pessimistische toon.
Na de Spaanse Burgeroorlog kon Aleixandre vanwege ziekte niet uitwijken naar het buitenland. Van 1936 tot 1944 werd hem een publicatieverbod opgelegd. Na deze periode publiceerde hij een aantal bundels waarin hij op versluierende wijze de ervaringen uit de burgeroorlog laat doorklinken, als een soort van collectief bewustzijn. In zijn late werk is de tragiek van de menselijke sterfelijkheid het belangrijkste thema: elke individuele mens is het middelpunt van de kosmos, de bestendige cyclus van ontstaan, bloei en neergang is tragisch, maar draagt wel weer de kiemen in zich voor het daaropvolgende.

In 1977 won Aleixandre de Nobelprijs voor Literatuur. Het comité van de Zweedse Academie kende hem deze prijs toe: 
voor een creatief poëtisch schrijven dat de menselijke conditie in de kosmos en de hedendaagse maatschappij belicht, tegelijkertijd de grote vernieuwing van de tradities in de Spaanse poëzie tussen de oorlogen vertegenwoordigend.
Eerder won hij al de Premio Nacional de Literatura (in 1934, voor La destrucción o el amor) en tweemaal de Premio de la Crítica (in 1963 voor En un vasto dominio en in 1969 voor Poemas de la consumación).
Aleixandre was lid van de Real Academia Española. Hij overleed in 1984 aan een interne bloeding, 86 jaar oud.

## Fragment uit het gedicht "Een paar woorden maar"
Een paar woorden maar

zou ik zacht in je oor willen zeggen. Klein is het geloof van een onzeker mens.

Lang leven is duister, en opeens is weten jezelf niet meer herkennen.

Maar zelfs dan nog zou ik spreken. Want mijn ogen herhalen wat ze overnemen:

je schoonheid, je naam, het gerucht van de rivier, het bos, de ziel in haar

eenzaamheid.
(Vertaling Hub. Hermans)

## Werken
- 1928: Ámbito
- 1932: Espadas como labios
- 1935: La destrucción o el amor
- 1944: Sombra del paraíso
- 1954: Historia del corazón
- 1958: Los encuentros, biografische schtsen, in proza
- 1962: En un vasto dominio
- 1968: Poemas de la consumación
- 1972: Sonido de la guerra
- 1974: Diálogos del conocimiento
- 1991: En gran noche